# Galasa
Galasa is een geslacht van vlinders van de familie snuitmotten (Pyralidae), uit de onderfamilie Chrysauginae.

## Soorten
- G. belliculalis Dyar, 1914
- G. concordalis Dyar, 1914
- G. costalis Dyar, 1914
- G. dilirialis Dyar, 1914
- G. dubitalis Dyar, 1914
- G. ectrocta Hampson, 1916
- G. excisalis Hampson, 1906
- G. fervidalis Dyar, 1914
- G. lophopalis Dyar, 1914
- G. lutealis Dyar, 1914
- G. major Warren
- G. modestalis Dyar, 1914
- G. monitoralis Dyar, 1914
- G. nigrinodis Zeller, 1873
- G. nigripunctalis Barnes & McDunnough, 1913
- G. pallidalis Dyar, 1914
- G. relativalis Dyar, 1914
- G. rubidana Walker, 1866
- G. rugosalis Dyar, 1914
- G. strenualis Dyar, 1914
- G. striginervalis Hampson, 1906
- G. stygialis Dyar, 1914
- G. subpallidalis Dyar, 1914
- G. trichialis Hampson, 1906
- G. unifactalis Dyar, 1914
- G. ustalis Hampson, 1906